# Cayes-Jacmel
Cayes-Jacmel (Kreyòl: Kay Jakmèl) is een stad en gemeente in Haïti met 40.000 inwoners. De plaats ligt aan de kust, 16 km ten oosten van de stad Jacmel. De gemeente maakt deel uit van het arrondissement Jacmel in het departement Sud-Est.
Er wordt koffie en citrusvruchten verbouwd. Ook is er een vissershaven. Verder wordt er bauxiet gevonden.

## Indeling
De gemeente bestaat uit de volgende sections communales:
| Nr. | Naam                 | Km²   | Inw.2015 |
| --- | -------------------- | ----- | -------- |
| 1   | Ravine Normande      | 16,47 | 11.861   |
| 2   | Gaillard             | 26,71 | 15.773   |
| 3   | Haut Cap Rouge       | 14,59 | 6.031    |
| 4   | Fond Melon Michineau | 21,22 | 6.683    |